# Медали Почёта (Япония)
Медали Почёта (яп. 褒章 хо:сё:), чаще называемые по соответствующим муаровым орденским лентам Медаль с Пурпурной Лентой, Медаль с Синей Лентой и т. д. — семейство наград (медалей), присуждаемых частным лицам за заслуги и достижения в различных областях, составляющее младший ранг системы государственных орденов и медалей Японии.
Первоначальный статут награды был установлен декретом Палаты большого государственного совета Японии «Устав Медали Почёта» (яп. 褒章 хо:сё) от 7 декабря 1881 года, установившим её в трех вариантах: с красной, зелёной и голубой орденскими лентами (см. ниже). Впоследствии были введены ещё три категории награждения (последняя, «с пурпурной лентой» — в 1955 году), а одна из первоначальных (с зелёной лентой) — отменена в 1950-х годах в связи с изменением общественных ценностей и вновь введена в 2003 году с другой формулировкой.
Церемония награждения Медалями Почёта проходит ежегодно два раза в год: 29 апреля (День Сёва, в честь дня рождения императора Хирохито) и 3 ноября (День культуры, исходно праздновался как день рождения Императора Мэйдзи).

## Дизайн и составные части награды
Для всех категорий награждения используется единый дизайн медали, различие проводится по прилагающейся к ней орденской муаровой ленте. Исторически использовалось, по крайней мере, три различных дизайна медали.
- Образец 1887 года (использовался, по крайней мере, для медали Почёта с жёлтой лентой): Серебряная либо золотая медаль с рельефным изображением на аверсе императорской печати, надписи из двух кандзи 褒章 (горизонтально) и корабельного орудия. Обтянутая муаровой лентой орденская колодка — треугольной формы[3].
- Образец 1955—2002 годов: Серебряная медаль диаметром 30 мм с вертикальной рельефной надписью из двух кандзи 褒章, окруженной двумя ветвями цветущей сакуры; подвешивается к муаровой орденской ленте соответствующего цвета шириной 35 мм с помощью серебряного подвеса.
- Образец 2003 года: (введен постановлением № 55 Секретариата Кабинета Министров Японии от 1 мая 2003 года) Биметаллическая медаль диаметром 30 мм с вертикальной рельефной надписью 褒章 на позолоченном диске диаметром 17 мм, окружённом серебряным кольцом диаметром 30 мм с рельефом в виде лепестков сакуры; подвес и орденская лента аналогичные.

### «Орденские планки»
К медалям прилагаются аналоги орденских планок для ношения на левой стороне груди без самих медалей. В старом дизайне они имели вид банта размером 10,5 × 19,5 мм из соответствующей орденской ленты на булавке, в новом — «розетки» диаметром 7 мм цвета соответствующей орденской ленты (аналогично другим орденам Японии).

### Сертификат награды
К медали также прилагается сертификат награды (яп. 褒章の記 Хо:сё: но Ки) размером 36,4 × 51.5 см с изображением императорской хризантемы и присужденной награды соответственно вверху и внизу листа, с большой печатью Кабинета министров, именем награждённого, описанием награждения и личными печатями главы Секретариата Кабинета министров и премьер-министра Японии.

### Планки кратности
В случае неоднократного удостаивания лауреата Медалью Почёта в той же категории, дополнительные присуждения показываются серебряными планками (яп. 飾版（銀） сёкунан-гин), поперечно прикрепляемыми к ленте (аналогично Medal bars в европейских системах наград). При присуждении одной и той же награды более 5 раз, пять серебряных планок заменяются на одну фигурную золотую c изображением цветущей сакуры (яп. 飾版（金） сёкунан-кин). Чаще всего встречаются с медалями с синей лентой за щедрые финансовые пожертвования.

### Другие формы награждения
Статут награды предусматривает её полную форму только для прижизненного награждения частных лиц.
Компании и организации, деятельность которых оценивается на том же уровне, могут получить награду в форме почётной грамоты (яп. 褒状 Хо:дзё:), аналогичной сертификату награды.
При смерти лауреата до награждения его семья удостаивается так называемого посмертного награждения семьи умершего (яп. 遺族追賞 Идзоку Цуйсё:) в форме аналогичной почётной грамоты либо ценного подарка (как правило, серебряной или деревянной чаши-«кубка» с изображением императорской печати).

## Разновидности по орденским лентам

### Медаль с красной лентой

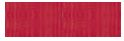
Красная лента

Впервые присуждена в 1882 году. Предназначена для награждения рисковавших своей жизнью для спасения жизней других. В 2005 году медалью был награждён 15-летний подросток за спасение пассажиров тонущего автомобиля, став таким образом самым молодым её лауреатом за много лет; в 2011 году нижний предел возраста награждённых вновь уменьшился — до 13 лет.

### Медаль с зелёной лентой

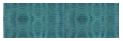
Зелёная лента

Впервые присуждена в 1882 году. Исходно предназначалась для награждения «детей, внуков, жён и слуг за выдающиеся акты благочестия и почтительности, а также тем, кто усердием и упорством выполнения своих профессиональных обязанностей стал образцом для подражания».
Изменение общественных ценностей после Второй мировой войны привело к её фактическому упразднению после 1950 года; спустя пять лет это до некоторой степени было компенсировано награждением Медалью с жёлтой лентой (см. ниже). Однако в 2003 году присуждение этой награды восстановили, установив новое предназначение: «личностям выдающейся морали, активно служащим обществу».

### Медаль с жёлтой лентой

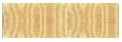
Жёлтая лента

Введена императорским декретом № 16 от 1887 года; распоряжением кабинета министров № 4 от 1947 года упразднена (с передачей её предназначения под «зелёную ленту»; фактически последнее награждение в старом формате прошло в 1894 году), восстановлена в 1955 г. Предназначена для награждения частных лиц, чьё усердие и упорство при выполнении своих профессиональных обязанностей сделало их публичными образцами для подражания.

### Медаль с пурпурной лентой

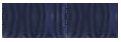
Пурпурная лента

Самая молодая награда из этого семейства, впервые присуждена в 1955 году. Предназначена для награждения частных лиц, сделавших значительный вклад в достижения науки и искусства.

### Медаль с голубой лентой

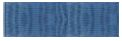
Голубая лента

Впервые присуждена в 1882 году. Предназначена для награждения частных лиц, сделавших значительные достижения в области общественного блага и служения обществу.

### Медаль с синей лентой

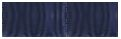
Синяя лента

Впервые присуждена в 1919 году. Предназначена для награждения частных лиц, сделавших выдающиеся финансовые пожертвования на народное благо. В отличие от остальных медалей семейства, на их реверсе не выбивается имя награждённого.

## Некоторые награждённые медалями почёта
С красной лентой
- 1923 — Сэмюэль Робинсон[англ.][4]

С зелёной лентой
- Иноуэ Какугоро[яп.]
- 1928 — Рокува Симидзу[яп.]
- 1940 — Косаки Исао
- Рётаро Суги[англ.]

С жёлтой лентой
- 1970 — Синго, Сигэо
- 2009 — Кэн Оно[англ.][5]
- 2009 — Хироси Маэда[англ.][6]

С пурпурной лентой
- 1955 — Ясуи, Коно
- 1960 — Морихэй Уэсиба[7]
- 1986 — Тосиро Мифунэ
- 1990 — Хитоси Нарита[англ.][8]
- 1997 — Тосико Акиёси[9]
- 2003 — Ёсио Харада
- 2004 — Киёкадзу Васида[англ.]
- 2004 — Судзумура, Котаро
- 2005 — Ёсихиса Ямамото[англ.][10][11]
- 2006 — Сигэо Хиросэ[англ.]
- 2009 — Мицуо Цукахара[12]
- 2009 — Цуёси Цуцуми[англ.][12]
- 2009 — Миюки Накадзима[12]
- 2009 — Эйити Накамура[12]
- 2009 — Дзё Хисаиси[12][13]
- 2009 — Акинори Ёнэдзава[англ.][12]
- 2010 — Дзюнъити Цудзии[англ.]
- 2010 — Хироси Ёсикава
- 2011 — Такатоси Ито
- 2014 — Бандо Тамасабуро V
- 2022 — Юдзуру Ханю

С голубой лентой
- 1960 — Масару Ибука[14]
- 1984 — Сёитиро Тоёда[англ.][15]
- 1985 — Рёсукэ Иноуэ[яп.]
- 1991 — Косабуро Дайодзи
- 2001 — Норио Ога[16]
- 2009 — Ясухиро Фукусима[англ.][12]
- 2009 — Кадзуо Имаи[англ.][17]
- 2009 — Кэйити Исидзака[англ.][12]
- 2009 — Хироко Сакаи[англ.][17]
- 2009 — Ёсикадзу Яхиро[англ.][18]
- 2012 — Мото Хагио[19]

С синей лентой
- Сэйбо Китамура[англ.]
- Ричард Дуглас Лейн[англ.]
- Цуёси Синдзё[англ.]
- Кацуя Такасу[англ.]